# Василій (Пилипишин)
Василій (у світі Іва́н Васи́льович Пилипи́шин; нар. 16 серпня 1946, Зеленів Рогатинського району Івано-Франківської області) — релігійний діяч, архімандрит РПЦвУ, колишній архієрей УПЦ КП з титулами «Чернігівський та Ніжинський», «Чернівецький і Кіцманський».

## Життєпис
У 1961 р. закінчив середню школу, у 1965 р. — Донецький індустріальний технікум (гірничий).
1965—1967 рр. — служба у Збройних силах СССР.
У 1969—1973 рр. навчався в Одеській духовній семінарії.
25 лютого 1973 висвячений у сан священника митрополитом Одеським Сергієм (Петровим).
У 1984 р. закінчив Московську духовну академію.
У 1973—1994 рр. служив на парафіях Тернопільської області. Зокрема, був парохом Церкви святого Миколая в Бучачі, де за його сприяння було відновлено солею храму, з кінця грудня 1992 до 1994 року львівські реставратори відновили іконостас церкви (автори — Василь Петранович, його учень Станіслав Отосельський).; у 1980—1986 — на парафії церкви Успіння Пресвятої Богородиці в Козові.
У 1988 р. нагороджений Патріархом Московським і всієї Русі Пімєном митрою.

### В автокефальному русі
1 листопада 1989 перейшов із РПЦ до УАПЦ.
14 грудня 1994 хіротонізований на єпископа Чернігівського і Сумського за Божественною літургією у Володимирському соборі міста Києва.
12 грудня 1998 підвищений до сану архієпископа.
25 січня 1999 призначається архієпископом Кіцманським і Заставнівським, керуючим Кіцманською єпархією.
28 липня 2005 титул архієпископа Чернівецького і Кіцманського Варлама змінюється на «Чернівецький і Буковинський».
Повернувся до УПЦ через покаяння, після чого повторно прийняв чернецтво під ім'ям Василій. Сьогодні архімандрит Василій — настоятель Городницького Ставропігіального монастиря УПЦ на Житомирщині.

### Нагороди
Удостоєний вищих церковних нагород: Ордену святого рівноапостольного князя Володимира Великого ІІІ ступеня (23.01.2004 р.) та Ордену Юрія Переможця (14.12.2006 р.).